# جیمز راس مک دونالد
جیمز راس مک دونالد (انگلیسی: James Ross MacDonald؛ زادهٔ ۲۷ فوریهٔ ۱۹۲۳ ‏(۱۰۲ سال)) دانشمند اهل ایالات متحده آمریکا است.
وی همچنین برندهٔ جوایزی همچون مدال ادیسون انجمن مهندسان برق و الکترونیک شده‌است.